# Liste der Landschaftsschutzgebiete im Landkreis Forchheim
Im Landkreis Forchheim gibt es vier Landschaftsschutzgebiete. (Stand: November 2018)

## Hinweise zu den Angaben in der Tabelle
- Gebietsname: Amtliche Bezeichnung des Schutzgebietes
- Bild/Commons: Bild und Link zu weiteren Bildern aus dem Schutzgebiet
- LSG-ID: Amtliche Nummer des Schutzgebietes
- WDPA-ID: Link zum Eintrag des Schutzgebietes in der World Database on Protected Areas
- Wikidata: Link zum Wikidata-Eintrag des Schutzgebietes
- Ausweisung: Datum der Ausweisung als Schutzgebiet
- Gemeinde(n): Gemeinden, auf denen sich das Schutzgebiet befindet
- Lage: Geografischer Standort
- Fläche: Gesamtfläche des Schutzgebietes in Hektar
- Flächenanteil: Anteilige Flächen des Schutzgebietes in Landkreisen/Gemeinden, Angabe in % der Gesamtfläche
- Bemerkung: Besonderheiten und Anmerkungen

Bis auf die Spalte Lage sind alle Spalten sortierbar.
| Gebietsname                                                                  | Bild/Commons   | LSG-ID       | WDPA-ID | Wikidata  | Ausweisung | Gemeinde(n) | Lage     | Fläche ha | Flächenanteil | Bemerkung |
| ---------------------------------------------------------------------------- | -------------- | ------------ | ------- | --------- | ---------- | ----------- | -------- | --------- | --- | --------- |
| LSG Fränkische Schweiz - Veldensteiner Forst im Regierungsbezirk Oberfranken | weitere Bilder | LSG-00556.01 | 396107  | Q59635232 | 2001       |             | Position | 100393,8  | Landkreis Bamberg (23,2 %), Landkreis Bayreuth (34,0 %), Landkreis Forchheim (25,8 %), Landkreis Kulmbach (4,5 %), Landkreis Lichtenfels (12,6 %) |           |
| LSG Regnitzauen                                                              | weitere Bilder | LSG-00081.02 | 395503  | Q59636319 | 1956       |             | Position | 77,06     | Landkreis Forchheim (100 %) |           |
| Schutz von Landschaftsteilen im Landkreis Forchheim (LSG Burk)               | weitere Bilder | LSG-00073.01 | 395497  | Q59636317 | 1956       |             | Position | 20,24     | Landkreis Forchheim (100 %) |           |
| Schutz von Landschaftsteilen im Landkreis Forchheim (LSG Langensendelbach)   |                | LSG-00088.01 | 395508  | Q59636321 | 1958       |             | Position | 24,87     | Landkreis Forchheim (99,9 %) |           |